# Sukay
Sukay — музыкальная группа, исполняющая музыку андских регионов Перу, Эквадора, Чили и Боливии.
Sukay была организована швейцарцем Эдмондом Баду и американцем Квентином Говардом в 1974 году. В 1975 году в течение года они путешествовали по Южной Америке, где учились андской музыке во множестве маленьких деревень Эквадора, Перу и Боливии. После возвращения из путешествия они отправились в тур по США, после которого обосновались в Сан-Франциско (Калифорния). К ним присоединились два боливийских музыканта, Гонцало Варгас и Хавьер Канелас, благодаря чему Sukay оказали сильное влияние на популяризацию аборигенской андской музыки в США.
Эдмонд Баду в 1981 году основал новую группу Chasqi Nakui.

## Дискография
- Music of the Andes (1976) - Sukay World Music
- Pacha Siku (1978) - Aural Tradition Records
- Socavon (1985) - Sukay World Music
- Tutayay (1986) - Sukay World Music
- Mama Luna (1987) - Sukay World Music
- Huayrasan (1988) - Sukay World Music
- Sukay Instrumental (1988) - Sukay Records
- Cumbre (The Summit) (1990) - Sukay Records
- Return of the Inca (1991) - Sukay Records
- Navidad Andina (Christmas) (1993) - Sukay Records
- Savia Andina Classics 1
- Savia Andina Classics 2
- Savia Andina Classics 3
- Encuentros (Meetings) (1995) - Sukay Records
- Love Songs of the Andes, Yuri Ortuño and Quentin Navia (1995) - Sukay Records
- Andean Guitar Instrumental
- Pachamama La Llamada, The Call (1999) - Sukay Records
- Andean Pan Pipes - Sukay World Music
- Eddy Navia En Charango - Sukay World Music
- Eddy Navia Mozart En Machu Picchu - Sukay World Music
- Eddy Navia World Instrumentals - Sukay World Music
- Piano Charango Chuchito Valdés & Eddy Navia - Sukay World Music – nominated for a Latin Grammy

- Carnaval en Piano Charango - Sukay World Music – nominated for a second Latin Grammy

- Chuchito Valdés & Eddy Navia - Sukay World Music
- Great Instrumentals of Bolivia - Sukay World Music